# Абдулай Дукуре
Абдулай Дукуре (фр. Abdoulaye Doucouré;  нар. 10 січня 1991 року, Мелан-ан-Івлін, Франція) — малійський футболіст, гравець футбольного клубу «Евертон» та національної збірної Малі.

## Кар'єра

### Клубна
1 лютого 2016 року гравець офіційно перейшов до складу «Вотфорда». Після цього він одразу відправився в оренду в «Гранаду», провівши 15 матчів до кінця чемпіонату.
У дебютному сезоні за «Вотфорд» провів 23 матчі, забивши один гол. 
Наступний сезон став для гравця дуже успішним. У 37 матчах чемпіонату він забив 7 голів. За підсумками сезону Дукуре було визнано найкращим гравцем команди.
Наступні два роки був основним гравцем команди, але за підсумками сезону 2019–20 «Вотфорд» вилитів у Чемпіоншип.
8 вересня 2020 року було оголошено пор перехід гравця до складу «Евертона». Сума трансферу склала близько £20 млн. Термін контракту три роки з опцією продовдення на ще один рік. Дебют гравця відбувся 13 вересня у переможному матчі проти «Тоттенгем Готспур» (1–0). 22 листопада, у матчі проти «Фулгема» (3–2), забив свій перший гол за нову команду. 12 березня тренер команди Карло Анчелотті повідомив, що гравець на тренуванні отримав перелом стопи, вибувши на термін 8-10 тижнів.

### Збірна
У березні 2022 року Абдулай Дукуре провів два поєдинки відбору до чемпіонату світу 2022 року у складі національної збірної Малі.

## Статистика виступів

### Статистика клубних виступів
Станом на 4 січня 2022 року
| Сезон               | Команда             | Чемпіонат           | Чемпіонат | Чемпіонат | Кубок  | Кубок | Кубок | Континентальні кубки | Континентальні кубки | Континентальні кубки | Інші змагання | Інші змагання | Інші змагання | Усього | Усього |
| Сезон               | Команда             | Ліга                | Ігор      | Голів     | Ліга   | Ігор  | Голів | Ліга                 | Ігор                 | Голів                | Ліга          | Ігор          | Голів         | Ігор   | Голів  |
| ------------------- | ------------------- | ------------------- | --------- | --------- | ------ | ----- | ----- | -------------------- | -------------------- | -------------------- | ------------- | ------------- | ------------- | ------ | ------ |
| 2010–11             | «Ренн B»            | НЧ                  | 6         | 0         | -      | -     | -     | -                    | -                    | -                    | -             | -             | -             | 6      | 0      |
| 2011–12             | «Ренн B»            | НЧ                  | 16        | 2         | -      | -     | -     | -                    | -                    | -                    | -             | -             | -             | 16     | 2      |
| 2012–13             | «Ренн B»            | НЧ                  | 1         | 0         | -      | -     | -     | -                    | -                    | -                    | -             | -             | -             | 1      | 0      |
| Усього за «Ренн»    | Усього за «Ренн»    | Усього за «Ренн»    | 23        | 2         |        | -     | -     |                      | -                    | -                    |               | -             | -             | 23     | 2      |
| 2012–13             | «Ренн»              | Л1                  | 4         | 1         | КФ+КФЛ | 0     | 0     | -                    | -                    | -                    | -             | -             | -             | 4      | 1      |
| 2013–14             | «Ренн»              | Л1                  | 20        | 6         | КФ+КФЛ | 6+1   | 0+1   | -                    | -                    | -                    | -             | -             | -             | 27     | 7      |
| 2014–15             | «Ренн»              | Л1                  | 35        | 3         | КФ+КФЛ | 3+3   | 2+0   | -                    | -                    | -                    | -             | -             | -             | 41     | 5      |
| 2015–16             | «Ренн»              | Л1                  | 16        | 2         | КФ+КФЛ | 2+2   | 0+1   | -                    | -                    | -                    | -             | -             | -             | 20     | 3      |
| Усього за «Ренн»    | Усього за «Ренн»    | Усього за «Ренн»    | 75        | 12        |        | 17    | 4     |                      | -                    | -                    |               | -             | -             | 92     | 16     |
| 2015–16             | «Гранада»           | ЛЛ                  | 15        | 0         | КІ     | 0     | 0     | -                    | -                    | -                    | -             | -             | -             | 15     | 0      |
| 2016–17             | «Вотфорд»           | АПЛ                 | 20        | 1         | КА+КФЛ | 2+1   | 0     | -                    | -                    | -                    | -             | -             | -             | 23     | 1      |
| 2017–18             | «Вотфорд»           | АПЛ                 | 37        | 7         | КА     | 2     | 0     | -                    | -                    | -                    | -             | -             | -             | 39     | 7      |
| 2018–19             | «Вотфорд»           | АПЛ                 | 35        | 5         | КА+КФЛ | 4+1   | 0     | -                    | -                    | -                    | -             | -             | -             | 40     | 5      |
| 2019–20             | «Вотфорд»           | АПЛ                 | 37        | 4         | КФЛ    | 2     | 0     | -                    | -                    | -                    | -             | -             | -             | 39     | 4      |
| Усього за «Вотфорд» | Усього за «Вотфорд» | Усього за «Вотфорд» | 129       | 17        |        | 12    | 0     |                      | -                    | -                    |               | -             | -             | 141    | 17     |
| 2020–21             | «Евертон»           | АПЛ                 | 29        | 2         | КА+КФЛ | 3+2   | 1+0   | -                    | -                    | -                    | -             | -             | -             | 34     | 3      |
| 2021–22             | «Евертон»           | АПЛ                 | 14        | 2         | КФЛ    | 1     | 0     | -                    | -                    | -                    | -             | -             | -             | 15     | 2      |
| Усього за «Евертон» | Усього за «Евертон» | Усього за «Евертон» | 43        | 4         |        | 6     | 1     |                      | -                    | -                    |               | -             | -             | 49     | 5      |
| Усього за кар'єру   | Усього за кар'єру   | Усього за кар'єру   | 285       | 43        |        | 35    | 5     |                      | 0                    | 0                    |               | 0             | 0             | 320    | 40     |